# Rafael Calzada (Buenos Aires)
Rafael Calzada (appelée localement Calzada) est une localité dans la province de Buenos Aires, en Argentine. Elle se situe dans le partido d'Almirante Brown.

## Géographie
Rafael Calzada est une banlieue de l'agglomération du Grand Buenos Aires qui se situe à 20 km au sud du centre-ville et à 3 km à l'est d'Adrogué, chef-lieu du partido. Le territoire de Rafael Calzada partage une frontière avec le partido de Quilmes. L'Arroyo San Francisco traverse l'est du territoire de Rafael Calzada.

### Transports
La localité est reliée à Buenos Aires par l'avenue República Argentina, et à Quilmes et Adrogué par l'avenue General San Martín. Rafael Calzada est desservie par la ligne de chemin de fer Roca (ligne Temperley-Villa Elisa).

## Toponymie
La localité prit le nom et prénom de Rafael Calzada Fernández, juriste espagnol émigré en Argentine. Depuis sa fondation jusqu'en 1956, la localité portait le nom de Villa Calzada. Elle prit son nom actuel à la promulgation du décret provincial no 244.

## Histoire
En 1908, Rafael Calzada Fernández décide de vendre ses terres à quatre personnes avec comme seule condition leur subdivision en lots pour former un village nommé Villa Calzada. Durant le processus de fondation de la localité, la compagnie Ferrocarril del Sud établit une gare sur son territoire. Rafael Calzada et sa gare sont inaugurées le 18 juillet 1909 et la date de fondation est fixée sur ce jour. La construction de l'église de la Santísima Trinidad (Sainte-Trinité) se termine en 1933, date à laquelle elle est consacrée. En 1969, Rafael Calzada est déclarée ville. Durant le reste du XXe siècle, Rafael Calzada vit sa population fortement augmenter, notamment grâce à sa proximité de Buenos Aires, et à la périurbanisation.

## Population et société
La localité comptait 56 419 habitants en 2001. Elle a donc droit à une délégation municipale, représentée par José Canto.
On trouve un hôpital (hôpital Doctor Arturo Oñativia) et deux cliniques privées à Rafael Calzada. Une partie du cimetière municipal d'Almirante Brown se trouve sur le territoire. Plusieurs écoles sont localisées sur le territoire de la localité. Rafael Calzada dispose d'une église catholique placée sous le vocale de la Santísima Trinidad (Sainte-Trinité). On trouve deux chapelles catholiques et trois églises évangéliques sur le territoire. Notons aussi la présence du couvent de la Santísima Trinidad (Sainte-Trinité) sur la partie nord-ouest du territoire de Rafael Calzada.

## Économie
L'économie de Rafael Calzada est majoritairement basée sur les commerces et les services, qui se situent sur les deux avenues qui longent la localité.

## Sports
On trouve un club social et sportif à Rafael Calzada, le Club Social y Deportivo Villa Calzada.

### Football
Il y a un club de football à Rafael Calzada, le Molino Football Club.

## Culture et loisirs
Plusieurs bibliothèques se situent sur le territoire de Rafael Calzada.

## Lieux et monuments

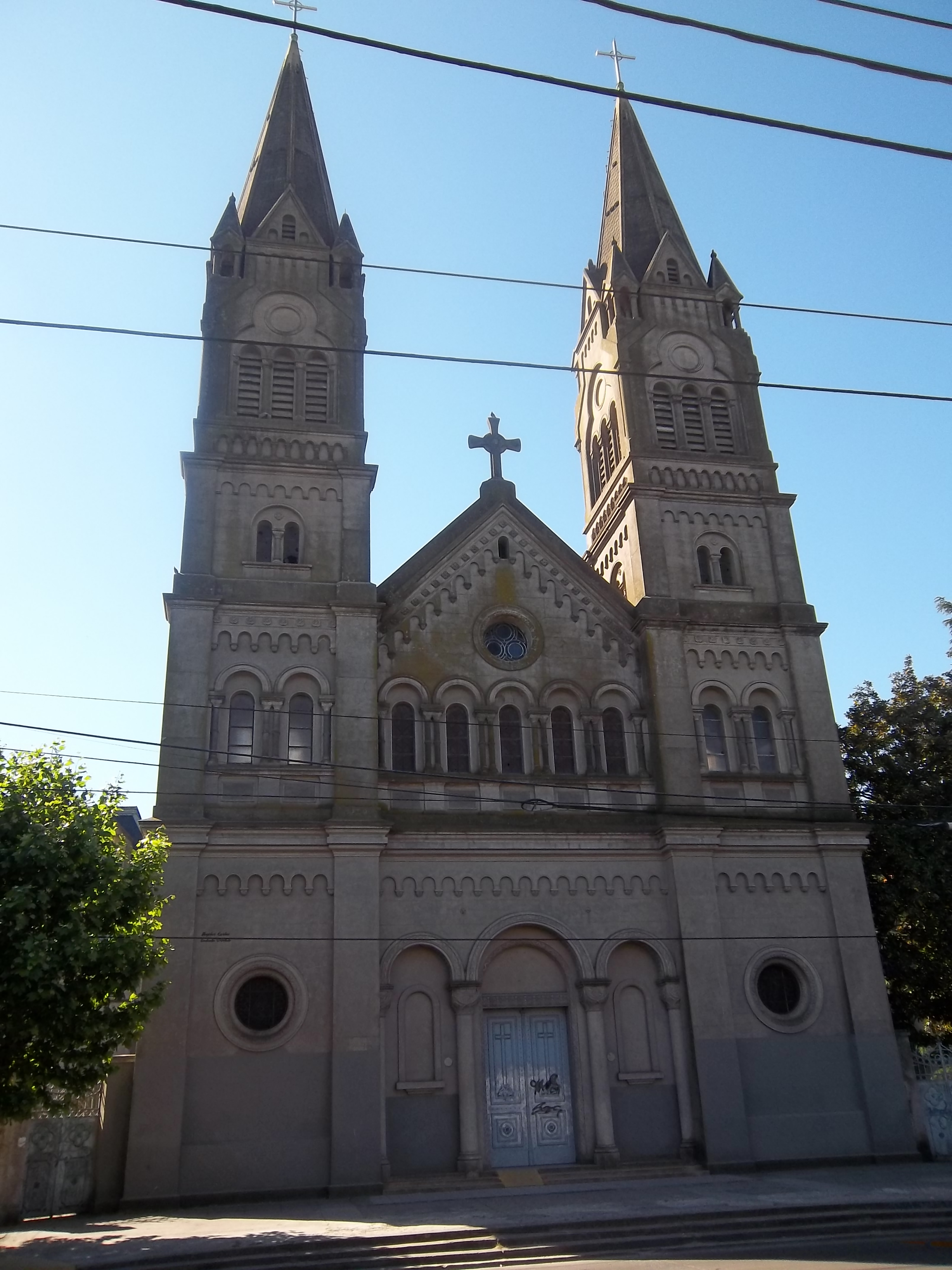
Église de la Santísima Trinidad (Sainte-Trinité)

- Église de la Santísima Trinidad (Sainte-Trinité), consacrée en 1933, symbole de la localité.
- Villa La Celina (pour mémoire), où différentes personnalités espagnoles et argentines ont séjourné ; détruite en 1950 par un incendie[4].
- Arche de bienvenue (Arco de bienvenida), construit en 1966, enjambant l'avenue General San Martín.
- L'Ombú de los Rincón, arbre tricentenaire (propriété privée)[1].

## Personnalités
- Nicolás Tagliafico (né en 1982) footballeur international.
- Gaston Sebastián Serrano (né en 1986) plus connu sous le pseudonyme de Dtoke, freestyler.
- Axel Patricio Fernando Witteveen (né en 1977) plus connu sous le pseudonyme Axel, chanteur et compositeur.